# توس، بخش سوئیس
توس، بخش سوئیس (به لاتین: Töss) یک سکونتگاه مسکونی در سوئیس است که در ایالت زوریخ واقع شده‌است.

## خصوصیات
توس ۷٫۲۱ کیلومترمربع مساحت و ۱۰٬۳۸۱ نفر جمعیت دارد.